# 2-Phenylethanol
2-Phenylethylalkohol ist eine chemische Verbindung aus der Gruppe der Alkohole, die nach Rosen riecht.

## Vorkommen

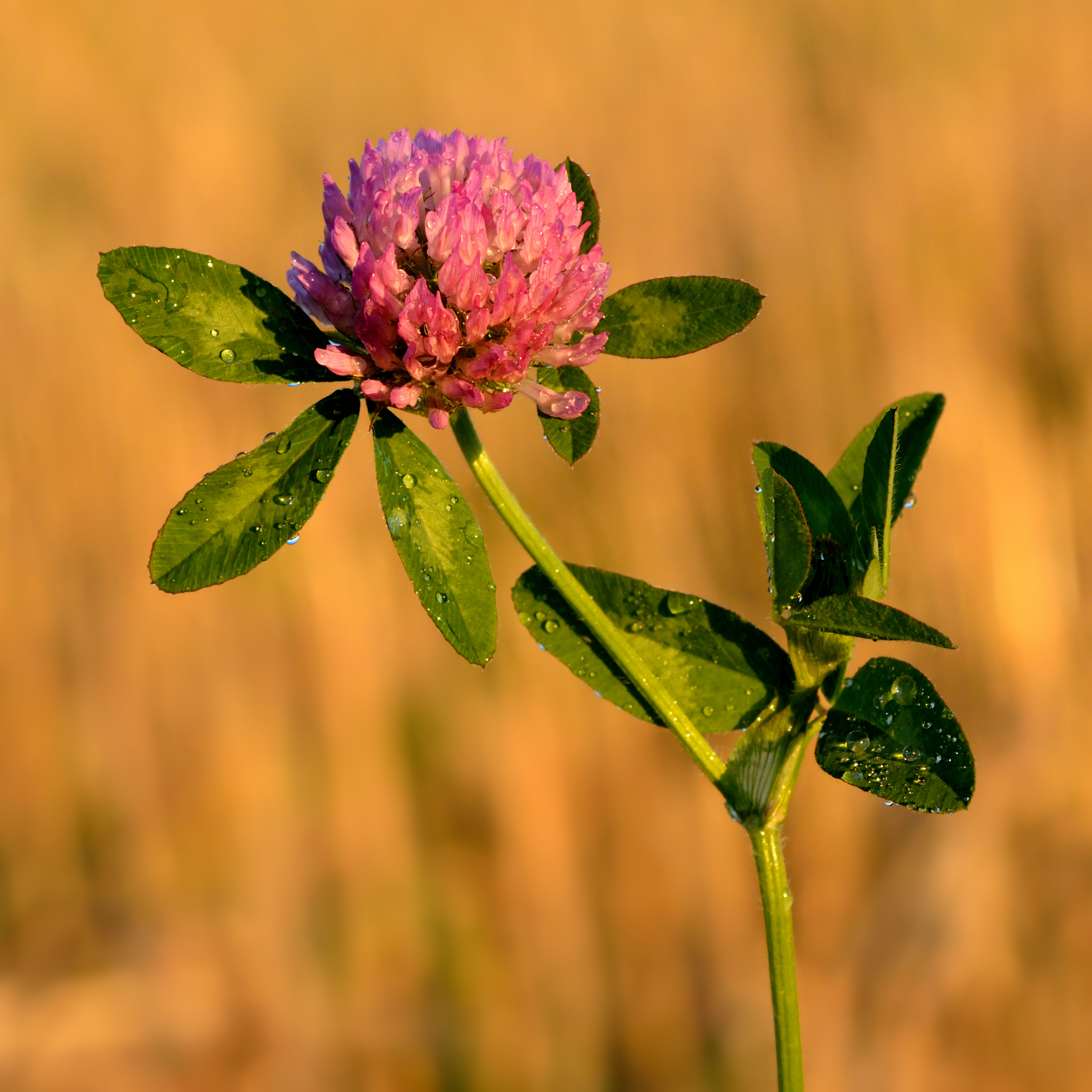
Im Wiesenklee ist Phenylethylalkohol in Rhizom bzw. Wurzel enthalten

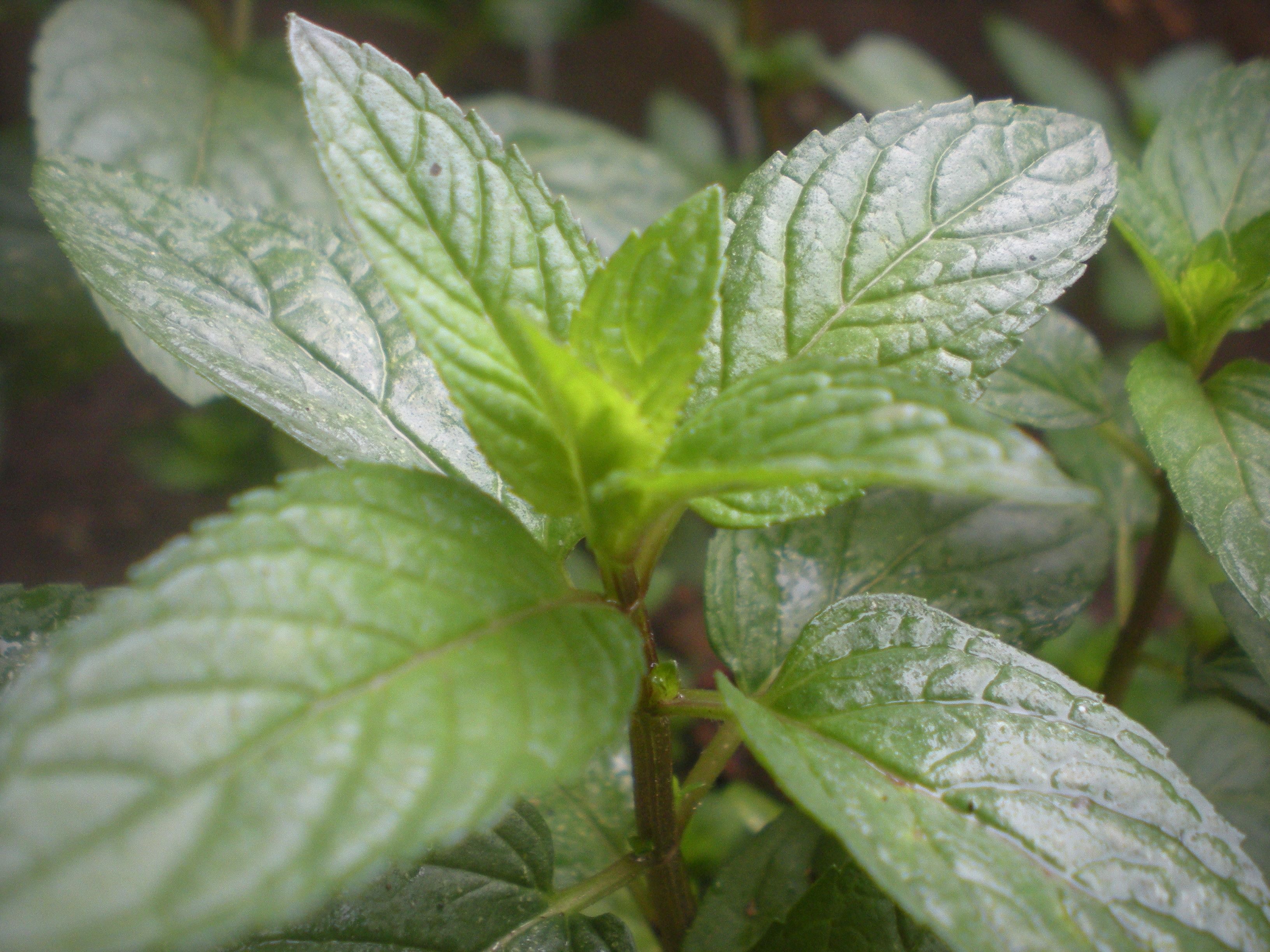
In der Pfefferminze liegt Phenylethylalkohol in den Blättern vor

Phenylethylalkohol ist Bestandteil einer großen Anzahl natürlicher ätherischer Öle wie etwa aus Hyazinthen, Nelken, Geranien, Schwarznuss (Juglans nigra) und ist die Hauptkomponente in Rosenöl. Phenylethylalkohol ist ein flüchtiger Aromastoff in Honig und findet sich in den Wurzeln, bzw. Rhizomen  von Wiesenklee (Trifolium pratense), Süßholz (Glycyrrhiza glabra) und Rheum palmatum. Daneben ist es in den Blättern von Pfefferminze (Mentha x piperita), Wein (Vitis vinifera) und Tee (Camellia sinensis) und des Ceylon-Zimtbaums (Cinnamomum verum), sowie den Blüten oder Früchten von Safran, Schwarzen Holunder (Sambucus nigra), der Gewürzvanille und der Gelben Schlauchpflanze (Sarracenia flava) vorhanden. In geringen Mengen kommt 2-Phenylethanol auch in Heidelbeeren (Vaccinium myrtillus, Vaccinium corymbosum) vor.

## Gewinnung und Darstellung
Phenylethylalkohol kann gewonnen werden durch
- Friedel-Crafts-Acylierung von Ethylenoxid mit Benzol
- Hydrierung von Styroloxid an Raney-Nickel
- Reduktion von Phenylessigestern wie Phenylessigsäureethylester mit Natrium in absolutem Ethanol
- Umsetzung von Phenylmagnesiumbromid und Ethylenoxid mit nachfolgender Hydrolyse

## Eigenschaften
2-Phenylethanol ist eine farblose Flüssigkeit mit Geruch nach Rosenblüten und Honig und einem scharfen, brennenden Geschmack. Die Substanz ist lichtempfindlich und zersetzt sich auch unter Lufteinwirkung.

## Verwendung
Phenylethylalkohol ist ein wichtiger Bestandteil für nach Rosen riechende Duftstoffe und wird weithin verwendet zur Nachempfindung süßer Blütendüfte wie Orangenblüte, Jasmin, Geranien u.v. a. Er ist stabil gegenüber Alkalien und daher ideal als Duftstoff in Seifen geeignet.
Er dient weiterhin als Ausgangsstoff für organische (insbesondere Duftstoff)-Synthesen. Seine Ester mit niederen Fettsäuren und die Alkylether (so genannte KEWDA-Ether) sind ebenfalls wertvolle Riech- und Aromastoffe. Durch milde Oxidation kann aus Phenylethylalkohol das Phenylacetaldehyd und durch weitere Oxidation die Phenylessigsäure hergestellt werden.
Da Phenylethanol auch bakteriostatisch wirkt, kann er auch als Konservierungsmittel, Desinfektionsmittel und Antiseptikum eingesetzt werden.

## Sicherheitshinweise
2-Phenylethanol wirkt auch in geringen Konzentrationen stark augenreizend. Bei Aufnahme größerer Mengen über die Atemwege oder Haut können Störungen des Zentralnervensystems und im Gastrointestinaltrakt auftreten.